# Верхнетуровское сельское поселение
Верхнетуровское сельское поселение — муниципальное образование в Нижнедевицком районе Воронежской области.
Административный центр — село Верхнее Турово.

## Административное деление
В состав поселения входит один населенный пункт:
- село Верхнее Турово